# Kains efterkommere
Kains efterkommere eller "Jabal, Jubal og Tubalkain" er et monument opstillet for enden af Lyshøj Allé ud mod Toftegårds Allé, i nærheden af Toftegårds Plads i Valby i København. Bronzeskulpturen er udført af franskmanden Paul Maximilian Landowski (1875-1961) og bekostet af legatet Albertina. Den forestiller tre gammeltestamentlige oldinge. Kain var tipoldefar til Lemek, der havde tre sønner. I 1. Mosebog, kap. 4, fortælles, at Lemek fik de to af dem med hustruen Ada: Hyrden Jabal, der blev stamfader til alle dem, der lever i telte og holder kvæg, digteren Jubal, der blev stamfader til alle dem, spiller harpe (han står med en harpe lavet af et oksehoved). Med Zilla fik han smeden Tubalkain, der blev stamfader til alle dem, der smeder kobber og jern. Han står og værner om ilden.
Skulpturen blev oprindelig opstillet i 1914 på Vester Boulevard, nu H.C. Andersens Boulevard, men blev nedtaget ved dennes omlægning og anbragt på den nuværende plads i 1956.